# Rue de Chestret
La rue de Chestret est une artère du centre de la ville de Liège (Belgique) située à côté de la place de Bronckart.

## Odonymie
Percée en 1857, la rue rend hommage depuis 1866 à Jean-Remy de Chestret (Liège 1739 - Paris 1809), bourgmestre de Liège en 1784 et 1789, l'un des chefs de la révolution liégeoise et sénateur français.

## Description
Cette rue plate et rectiligne mesure environ 117 m et compte deux douzaines d'immeubles. Elle relie la place de Bronckart à la rue du Plan Incliné. Elle applique un sens unique de circulation automobile dans le sens de Bronckart-Plan Incliné.

## Architecture
L'immeuble (nos 1/3) de coin avec la place de Bronckart est repris sur la liste du patrimoine immobilier classé de Liège depuis 1985.
La rue compte quelques immeubles de style éclectique teinté d'Art nouveau réalisés au début du XXe siècle. Parmi ceux-ci, celui sis au no 20 possède cinq sgraffites de style Art nouveau attribués à Paul Cauchie. 
La façade de la maison située au no 12 possède des éléments de style Art déco.

## Voies adjacentes
- Place de Bronckart
- Rue du Plan Incliné

### Source et bibliographie
- Yannik Delairesse et Michel Elsdorf, Le nouveau livre des rues de Liège, Liège, Noir Dessin Production, 2008, 512 p. (ISBN 978-2-87351-143-2 et 2-87351-143-5, présentation en ligne), page 224